# Macalelon
Macalelon ist eine philippinische Stadtgemeinde in der Provinz Quezon. Sie hat 28.188 Einwohner (Zensus 1. August 2015). Die Gemeinde liegt auf der Bondoc-Halbinsel, an der Küste der Bucht von Tayabas.

## Baranggays
Macalelon ist administrativ in 30 Baranggays unterteilt.
| - Amontay - Anos - Buyao - Candangal - Calantas - Lahing - Luctob/Townsite - Mabini Ibaba - Mabini Ilaya - Malabahay - Mambog - Olongtao Ibaba - Olongtao Ilaya - Padre Herrera - Pajarillo | - Pinagbayanan - Rodriquez (Pob.) - Rizal (Pob.) - Castillo (Pob.) - Pag-Asa (Pob.) - Masipag (Pob.) - Damayan (Pob.) - San Isidro - San Jose - San Nicolas - San Vicente - Taguin - Tubigan Ibaba - Tubigan Ilaya - Vista Hermosa |